# Педагог (Стародавня Греція)

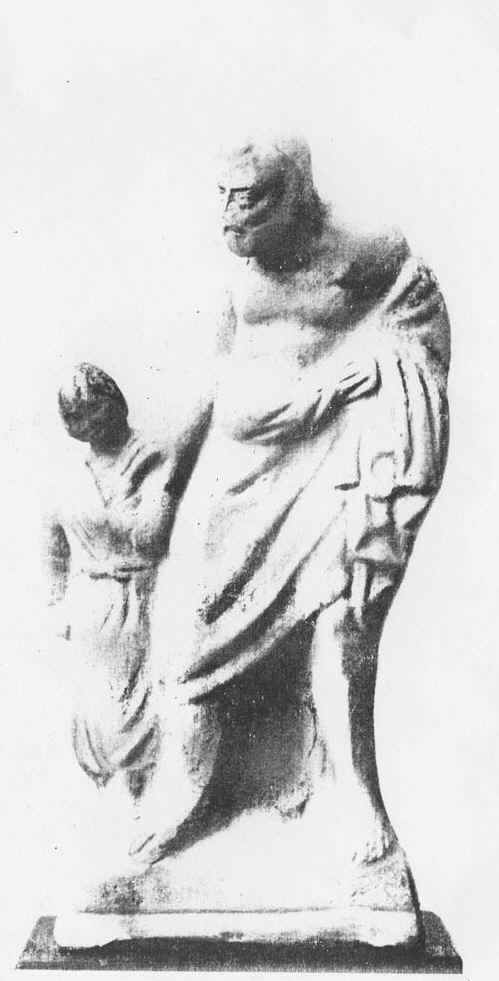
Теракотова статуя раба-педагога в Стародавній Греції

Педаго́г у Стародавній Греції (дав.-гр. παιδαγωγός - «той, що веде дитину») - раб, який доглядав афінських хлопчиків від семирічного віку. В обов'язки педагога входила охорона вихованця від фізичних і моральних небезпек, а до вступу хлопчика до школи - й елементарне навчання грамоті. Педагог мав супроводжувати вихованця в школу або навчальний клас і бути невідлучно при ньому під час виходів з будинку, під строгою відповідальністю... Вся відповідальність за хлопчика лежала на педагога, він повинен був постійно перебувати поруч зі своїм вихованцем. У державах Стародавньої Греції вчителями були вільні громадяни. Їх називали граматистами, педономами, дидаскалами чи педотрибами. У Стародавній Греції виник термін “педагог”, але він тоді мав інше значення, ніж тепер. Педагогами називали рабів, що водили дітей рабовласників у школу. Буквальний переклад цього слова з грецької – “дітоводій”.
В педагоги обирали зазвичай таких рабів, що не були придатні для жодної іншої роботи, але вирізнялися вірністю дому. Зазвичай це були іноземці - фракійці або азіати, які нерідко погано розмовляли грецькою. В кінці римської республіки звичай тримати в родині педагога перейшов до римлян, особливо для навчання грецькій мові. Обов'язки свої педагог ніс до вступу вихованця у вік зрілості, коли він одягав toga virilis. Були також педагоги-жінки, вчительки грецької мови при маленьких дітях. За часів імперії педагогами називали також рабів, які вчили молодих куплених або доморощених рабів усім обов'язкам рабської служби. Такі учні-раби (capillati) жили разом у приміщенні, яке називалося paedagogium, під керівництвом педагогів - вчителів, субпедагогів і деканів; їх називали також pueri pedagogiani або paidagogia (звідси франц. page, див. паж).
У Стародавній Греції існували дві форми навчання: формальна та неформальна. Формальна (офіційна) освіта надавалася у державній школі або приватним репетитором, а неформальна (не офіційна) освіта надавалася безкоштовним вчителем в непублічних місцях. Освіта була важливою складовою особистості людини. Офіційна грецька освіта була насамперед для чоловіків та вільних людей.  Система виховання передбачала домашнє виховання до семи років. Потім хлопчиків забирали в школу, а дівчатка весь час перебували в жіночій половині будинку - гінекеї. Тут їх навчали рукоділлю, читанню, письму, грі на музичних інструментах.
В Давній Греції дітей навчали читанню, письму (граматиці), математиці, філософії (наука про мудрість), діалектиці (вміння вести дискусію), риториці (красномовству), займатися фізичною культурою, співати, танцювати, грати на музичних інструментах- кіфарі, флейті тощо. Школярі вчили напам'ять уривки з поем Гомера "Іліада" й "Одіссея", вірші інших поетів. Діти заможних батьків продовжували навчання до вісімнадцяти років у спортивних школах- гімнасіях (звідки українські слова "гімнаст" і "гімназія"). Греки приділяли багато уваги фізичній підготовці юнаків. У гімнасіях вони займалися бігом, боротьбою, метанням списів і дисків. Заняття відбувалися на спеціальних спортивних майданчиках. Освіту могли отримати лише хлопчики. Дівчаток не навчали, вони могли отримати лише ті знання, які їм будуть необхідними для майбутнього сімейного життя.
Головною метою освіти в Давній Греції було виховання справжнього громадянина, якому б не був байдужим майбутній розвиток Афінського полісу.